# み
み або ミ (/ma/; МФА: [mi] • [mʲ]; укр. мі) — склад в японській мові, один зі знаків японської силабічної абетки кана. Становить 1 мору. Розміщується у комірці 2-го рядка 7-го стовпчика таблиці ґодзюон.

## Короткі відомості

### Опис
Фонема сучасної японської мови. Складається з одного приголосного звука та одного неогубленого голосного переднього ряду високого піднесення /і/ (い).
| Губно-губний носовий: |  | /m/ → | み | [mi] | (палаталізований звук позначається як [mʲ]) |

### Порядок
Місце у системах порядку запису кани:
- Порядок ґодзюону: 32.
- Порядок іроха: 41. Між め і し.

### Абетки
- Хіраґана: み

Походить від скорописного написання ієрогліфа 美 (мі, гарний).
- Катакана: ミ

Походить від скорописного написання ієрогліфа 三 (міцу, три).
- Манйоґана: 民 • 彌 • 美 • 三 • 水 • 見 • 視 • 御 • 未 • 味 • 尾 • 微 • 身 • 実 • 箕

### Транслітерації
- Кирилиця:
Система Поліванова: МІ (мі).
Альтернативні системи: МІ (мі).
- Латинка
Система Хепберна: MI (mi).
Японська система: MI (mi).
JIS X 4063: mi
Айнська система: MI (mi).

### Інші системи передачі
- Шрифт Брайля:
| ●－ ●● |
- Радіоабетка: МІкаса но МІ (三笠のミ; «мі» Мікаси)
- Абетка Морзе: ・・－・－